# Законодательное собрание Еврейской автономной области
Законодательное собрание Еврейской автономной области — законодательный (представительный) однопалатный орган государственной власти Еврейской автономной области, является постоянно действующим высшим и единственным органом законодательной власти области.
На основании части 1 ст. 104 Конституции Российской Федерации, обладает правом законодательной инициативы.

## Фракции

### 7 созыв (2021—2026)
| Фракция                  | Руководитель               | Кол-во |
| ------------------------ | -------------------------- | ------ |
| Единая Россия            | Акимов Антон Сергеевич     | 14     |
| КПРФ                     | Фишман Владимир Ефимович   | 2      |
| ЛДПР                     | Гладких Василий Николаевич | 1      |
| Справедливая Россия      | Дудин Владимир Николаевич  | 1      |
| Партия прямой демократии | Колнауз Татьяна Валерьевна | 1      |

### Комитеты
- Комитет по социально-экономической политике
- Комитет по вопросам бюджета и налогов
- Комитет по законодательству, правовой политике и вопросам местного самоуправления
- Комитет по аграрной политике и вопросам природопользования
- Комитет по связям со средствами массовой информации, регламенту и депутатской этике

### Председатель
- Скачков Александр Афанасьевич (1992—1994)
- Вавилов Станислав Владимирович (1994—2001)
- Тихомиров Анатолий Федорович (2001—2016)
- Павлова Любовь Алексеевна (2016 — 2021)
- Бойко Роман Степанович (с 29 сентября 2021)[2]

## Общественная палата
Общественная палата — консультативный орган, регулируется Законом Еврейской автономной области от 26.11.2012 №187-ОЗ «Об Общественной палате Еврейской автономной области». Общее количество 24 члена, срок полномочий 3 года. Общественная палата избирается пропорционально 12 человек от Губернатора и 12 человек от некоммерческих организаций. 1 состав (2013—2016 гг.); 
2 состав (2016—2018 гг.)

## Представительство в Совете Федерации
- Антонов, Геннадий Алексеевич (1994―1996)
- Вавилов, Станислав Владимирович (1996―2007)
- Листов, Борис Павлович (2007―2009)[4][5][6]
- Джабаров Владимир Михайлович (2009 — н. в.) ― первый заместитель председателя Комитета Совета Федерации по международным делам